# Kopačnica
Kopačnica je naselje v Občini Gorenja vas - Poljane.
Vas Kopačnica je dolga dolina, ki se razteza med dvema večjima vasema, Hotavljami in Leskovico. Na eni strani jo obdajajo Makovice na drugi pa Stara Oselica. Skozi dolino Kopačnice poteka cestna povezava med Gorenjsko in Primorsko.
V Kopačnici je bil posnet del filma Dolina miru.
Vsakoletna vaška prireditev je Kopaška noč.

### Zgodovina
Vas Kopačnica je bila prvič omenjena v zapisih že okoli leta 1290. V 18. in 19. stoletju, so na začetku vasi že obratovale toplice, le-te je upravljala [Freisingski škofje|Freisinška posest]]. Po ustnih virih je prav v tem času bila zgrajena tudi topilnica bakra pri Topličarju. Rudo so kopali pod planoto Škofje in jo z vozovi vozili v topilnico. Na področju, kjer so kopali rudo, so še danes vidni vhodi v rove.
Področje Kopačnice je bilo na ravnem delu precej močvirnato, zato so prvi priseljenci strmeli k pridobivanju boljših obdelovalnih površin (njiv) in s tem na več mestih s kopanjem preusmerjali tok (istoimenskega) potoka in prav od tu naj bi izviralo ime Kopačnica.
Ob cesti so še sedaj vidni sledovi izkopanih in v skale vdelanih jarkov, ki so služili kot dovod vode za hlajenje v topilnici. Na več mestih v okolici, kjer je topilnica stala, je možno najti opeko, s katero so bili zgrajeni topilni lonci. Kot ostanek topljenja pa so še danes vidni veliki kupi peska. Posledica rudarjenja in topljenja bakrene rude so bili veliki goloseki gozdov, zato so se ljudje kasneje zaželi ukvarjati z rejo drobnice in poljedelstvom, ker pa le-to ni bilo zadosti za preživljanje so se ukvarjali tudi z žganjem apna. Za kurjavo so lahko uporabljali grmičevje oziroma mlado podrast, ki je začenjala z rastjo na golosekih. Nekateri prebivalci so odhajali na delo v oddaljene kraje, v gozdove, kjer so koparili – kuhali oglja, nekateri pa so odšli na delo celo v rudnik.

### Izvir termalno zdravilne vode
V Kopačnici je izvir tople vode, preko katerega naj bi v prihodnjih letih zgradili Terme Kopačnica. Voda ima temperaturo 23,4 stopinj Celzija in 3 bare pritiska. V letu 2012 so poleg izvira vode zgradili malo gostišče in uredili wc-je in tuš. Predvsem poleti se v njem hladijo obiskovalci od blizu in daleč. Vaščani pa se že tradicionalno zberejo 1. januarja, zakurijo ogenj, najpogumnejši pa se tudi kopajo.

### KBK
V Kopačnici poteka tudi vsakoletna športna prireditev KBK, gorski tek iz Kopačnice na Blegoš in nazaj. Rekorder proge je Simon Alič.

### Vir
```
http://www.poljanska-dolina.si/kraji/kopacnica/
 
Arhivirano
 2011-09-15 na 
Wayback Machine
.
```